# 知られざる幕末の志士 山田顕義物語
知られざる幕末の志士 山田顕義物語（しられざるばくまつのしし・やまだあきよしものがたり）は、2012年1月2日の15:30 - 16:54（JST）にTBS系列にて放映された、毎日放送製作の単発スペシャルテレビドラマ。主演は山田涼介（Hey! Say! JUMP）。

## 概要
明治の元勲山田顕義を「知られざる偉人」としてフィーチャーし、「ドラマパート」と「ドキュメンタリーパート」の二部構成で、吉田松陰の教えを受ける少年山田顕義の青春の日々を中心に描いたドラマパートの合間に日大校友である船越栄一郎と中井美穂が萩市の松下村塾跡や旧山田邸を尋ねるドキュメンタリーパートを織り交ぜる形式をとったドラマ＋情報番組となっている。
主演の山田にとって時代劇は初挑戦であった。日本大学創立123年記念番組と銘打ち、同大学が番組スポンサーになっていた。神田正輝、梅宮辰夫など日本大学校友も数多く出演した。

## キャスト
ドラマパート
- 山田顕義（晩年期）：渡哲也
  - 山田市之允（青年期）：山田涼介（Hey! Say! JUMP）

- 山田顕行：神田正輝
- 高杉晋作：桐山照史（関西ジャニーズJr.）
- 吉田松陰：合田雅吏
- 高松勧兵衛：名高達男
- 伊藤博文：梅宮辰夫
  - 伊藤利助（青年期）：小堀正博

- クマ（食堂のおかみ）：泉ピン子
- 清水由紀、正木蒼二、坂本真、大谷賢治郎、水沢駿、北村将清、大木イチロー、大石彩未、木谷邦臣、緒方ちか、奥深山新、東山龍平
- その他：日本大学藝術学部内オーディション選抜学生7名

ドキュメンタリーパート
- ナビゲーター：船越英一郎、中井美穂
- ナレーター：来宮良子

## スタッフ
ドラマパート
- 脚本：松本崇、天沢彰
- 演出：藤井裕也
- 監督補：山下智彦
- 技術協力：フォーチュン
- 照明協力：マジックハンド
- 所作指導：木谷邦臣
- スタント：ジャパンアクションエンタープライズ
- プロダクション協力：東映京都撮影所、京都組

ドキュメンタリーパート
- ディレクター：真木健一郎、鈴木潤一郎
- 構成：今井とおる
- 選曲：石井和之
- 技術協力：トラストネットワーク
- 編集・MA：スタジオヴェルト

その他
- 映像資料協力：子仙寺、山口県文書館、東行庵、東行記念館、萩博物館、山口県立山口博物館、国立国会図書館
- ロケ協力：萩ロケ支援隊、萩博物館、松陰神社、大覚寺　ほか
- 協力：日本大学広報部
- プロデュース：亀井弘明(MBS)、永井英樹(AX-ON)
- チーフプロデューサー：橋本稔子(エルフ・エージェンシー)
- 制作：藪内広之
- 制作協力：MBS企画、日テレアックスオン
- 製作：毎日放送、エルフ・エージェンシー